# República Socialista Soviética de Azerbaiyán
La República Socialista Soviética de Azerbaiyán, abreviado como RSS de Azerbaiyán (en azerí: Азәрбајҹан Совет Сосиалист Республикасы, Azərbaycan Sovet Sosialist Respublikası; en ruso: Азербайджанская Советская Социалистическая Республика, romanizado: Azerbaydzhanskaya Sovetskaya Sotsialisticheskaya Respublika), comúnmente referida como Azerbaiyán Soviético,  fue una de las quince repúblicas constituyentes de la antigua Unión Soviética. Fue creada el 28 de abril de 1920, cuando los soviéticos tomaron el control de la efímera República Democrática de Azerbaiyán, y duró hasta 1991. También es denominada la «Segunda República de Azerbaiyán», ya que en la historiografía azerbaiyana la República Democrática de Azerbaiyán, es considerada la «Primera República de Azerbaiyán».
Desde 1922 hasta 1936, formó parte de la Federación de RSS Transcaucásicas junto con la RSS de Georgia y la RSS de Armenia. El 19 de noviembre de 1990 fue renombrada como República de Azerbaiyán, pero permaneció en la URSS hasta su proclamación de independencia oficial el 30 de agosto de 1991.

## Historia

### Azerbaiyán es absorbida por la Unión Soviética
Después del colapso del Imperio ruso durante la Primera Guerra Mundial, Azerbaiyán, Armenia y Georgia formaron la efímera República Democrática Federal de Transcaucasia. Cuando se disolvió en mayo de 1918, Azerbaiyán declaró su independencia como la República Democrática de Azerbaiyán (RDA, no confundir con la República Democrática Alemana), la primera república parlamentaria moderna en el mundo islámico. Entre las principales aportaciones de este primer parlamento se encuentra el otorgar a las mujeres el derecho al voto, uno de los primeros países en la región en hacerlo. También se creó la Universidad Estatal de Bakú, la primera universidad moderna en el Medio Oriente.
Para marzo de 1920, la expansión de la Unión de las Repúblicas Socialistas Soviéticas (URSS) comenzó a ser una amenaza para Azerbaiyán. Tras únicamente 23 meses de vida independiente, el país fue invadido por el 11.º ejército rojo de los bolcheviques, que instauró la República Socialista Soviética de Azerbaiyán el 28 de abril de 1920. Aunque gran parte de los efectivos del recién formado ejército azerbaiyano se encontraba luchando contra una revuelta armenia desatada en Karabaj, Azerbaiyán no renunció a su breve independencia de manera fácil. Cerca de 20.000 soldados azerbaiyanos murieron como parte de la resistencia a la reconquista soviética.
El 13 de octubre de 1921, las repúblicas soviéticas de Rusia, Armenia, Azerbaiyán y Georgia firmaron un acuerdo con Turquía conocido como el Tratado de Kars. Según este, la anteriormente independiente RSS de Najicheván se convertiría en una república autónoma bajo la supervisión de la RSS de Azerbaiyán. Por otro lado, Armenia obtuvo la región de Zangezur y Turquía accedió a devolverle Guiumri (entonces conocido como Alexandropol).

### Azerbaiyán en la Segunda Guerra Mundial

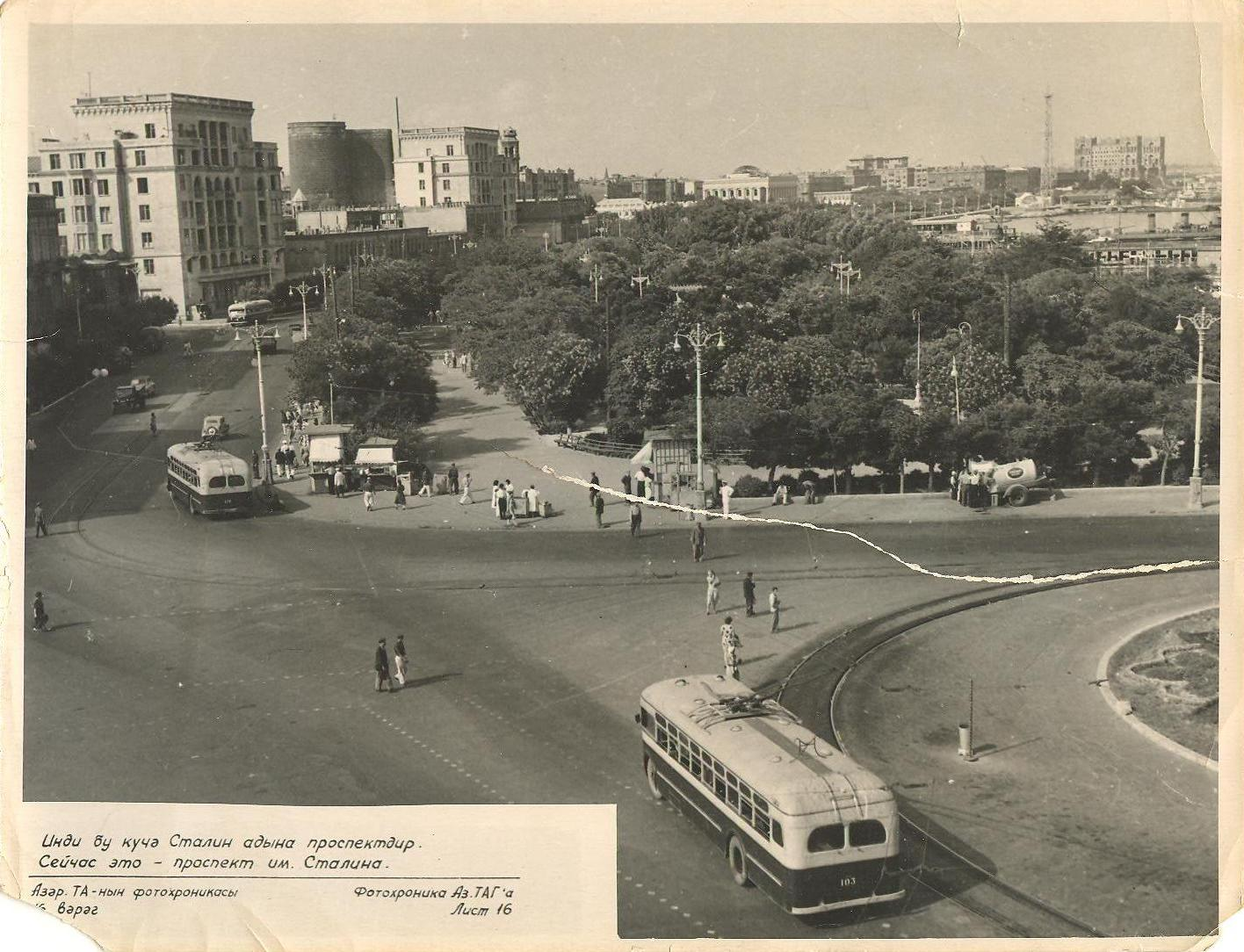
Bakú a principios de la década de 1950.

Durante la Segunda Guerra Mundial, Azerbaiyán jugó un papel crucial en la estrategia energética de la URSS, ya que la mayor parte del petróleo utilizado por el Frente Oriental provenía de Bakú. En febrero de 1942 y por decreto del Sóviet Supremo de la Unión Soviética, más de 500 trabajadores de la industria del petróleo en Azerbaiyán fueron honrados con órdenes y medallas. La Operación Edelweiss, ejecutada por la Wehrmacht alemán, tenía como blanco Bakú debido a su importancia como proveedor de energía para la URSS. Entre 1941 y 1945, un quinto de todos los azerbaiyanos pelearon en la Segunda Guerra Mundial.  Aunque la población total de Azerbaiyán en ese momento era de 3,4 millones de habitantes, aproximadamente 600 000 efectivos, de los cuales más de 100 000 eran mujeres, pelearon en el frente de la batalla; cerca de 250 000 personas murieron en la guerra. Más de 130 azerbaiyanos fueron nombrados Héroes de la Unión Soviética, incluyendo al general de división Azi Aslanov, quien recibió dos veces esta distinción.

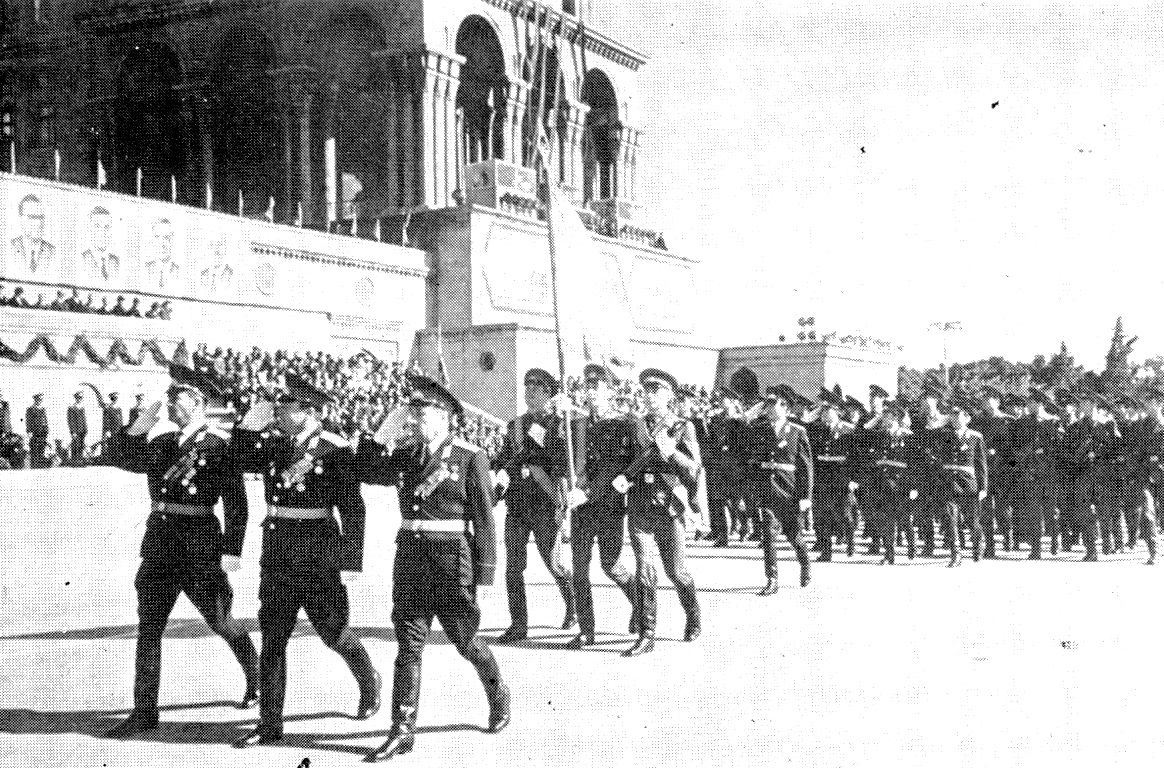
Un desfile en la Plaza Lenin en Bakú en honor al 50 aniversario de la fundación de la RSS de Azerbeiyán, en octubre de 1970.

### Posguerra
En la década de 1940 la amenaza de una invasión soviética a Irán hizo que este país cerrara su frontera norte y la mantuvo vigilada hasta los años 1990. Como otras repúblicas soviéticas, la RSS de Azerbaiyán sufrió cambios políticos y culturales, así como una transición económica al socialismo. Al mismo tiempo, la población aumentó, así como los niveles de alfabetización y la industrialización. Durante la época de la Guerra Fría, miles de inmigrantes rusos y armenios llegaron a Azerbaiyán, aunque muchos de ellos abandonaron la república en la década de 1990. De acuerdo al censo de 1970, había 510 000 rusos y 484 000 armenios en Azerbaiyán. Después de la década de 1960 se comenzaron a manifestar las primeras señales del declive del gobierno soviético, el petróleo de Bakú empezó a perder su importancia en el abastecimiento de la URSS y la economía se contrajo. El presidente Heydar Alíyev, líder del Partido Comunista de la RSS de Azerbaiyán, introdujo algunas mejoras a la situación de la república, pero fue destituido luego de que comenzaron las políticas de la perestroika.

### Perestroika e Independencia

Situación de la República de Nagorno Karabaj antes de la Guerra del 2020, país independiente de facto.

Con la puesta en marcha de las políticas de la glásnost iniciadas por Mijaíl Gorbachov surgieron los disturbios civiles y las luchas étnicas en diversas regiones de la Unión Soviética, entre ellas en Nagorno Karabaj, una región de la RSS de Azerbaiyán. En respuesta a la indiferencia de Moscú por el conflicto ya agravado, los disturbios en Azerbaiyán dieron lugar a llamamientos en favor de la independencia y la secesión, que culminaron en el enero negro en Bakú. En 1990, el Sóviet Supremo de la RSS de Azerbaiyán retiró las palabras «Socialista Soviética» del nombre oficial, aprobó la Declaración de Soberanía de la República de Azerbaiyán y restauró la bandera de la RDA. El 18 de octubre de 1991, el Consejo Supremo de Azerbaiyán adoptó una declaración de independencia, cuando la Unión Soviética se disolvió oficialmente.Aunque en el Referéndum de la Unión Soviética de 1991, el permanecer en la URSS en la RSS de Azerbaiyán ganó con un 94,1% de los votos, con una participación del 75,1%. 

## Política
Al igual que en las demás repúblicas de la Unión Soviética, Azerbaiyán tenía un gobierno en el marco de una república socialista de partido único gobernada por la rama regional del Partido Comunista de la Unión Soviética conocida como Partido Comunista de la República Socialista Soviética de Azerbaiyán, dirigida por un Primer Secretario, y que tenía una importante presencia en todos los órganos de gobierno, política y sociedad. El poder legislativo consistía en el Sóviet Supremo, el cual era el parlamento unicameral de la república encabezada por un presidente, y con sede en el edificio del Sóviet Supremo en Bakú. El Presidente del Consejo de Ministros por otro lado dirigía al poder ejecutivo.

### Militar
Bajo la estructura militar de la antigua Unión Soviética, Azerbaiyán, poco antes de obtener la independencia, fue sede de más de 60.000 militares soviéticos desplegados en todo la república en unidades de las Fuerzas Terrestres, las Fuerzas Aérea, las Fuerzas de Defensa Aérea y la Marina. El único establecimiento de entrenamiento de fuerzas terrestres en Azerbaiyán era la Escuela Superior de Comando de Armas Combinadas de Bakú. El servicio militar obligatorio en la República Socialista Soviética de Azerbaiyán se introdujo solo después del establecimiento del control soviético, y al principio el número de personas convocadas para el servicio fue mínimo.

## Subdivisión administrativa

### Repúblicas autónomas
| Nombre             | Capital    | Superficie | Población   |
| ------------------ | ---------- | ---------- | ----------- |
| RASS de Najicheván | Najicheván | 5500 km²   | 293 875 hab |

### Óblasts
| Nombre                                                  | Capital                                                 | Superficie (miles de km²)                               | Población (miles de hab.)                               |
| Óblasts desaparecidos antes de la disolución de la URSS | Óblasts desaparecidos antes de la disolución de la URSS | Óblasts desaparecidos antes de la disolución de la URSS | Óblasts desaparecidos antes de la disolución de la URSS |
| ------------------------------------------------------- | ------------------------------------------------------- | ------------------------------------------------------- | ------------------------------------------------------- |
| Óblast de Bakú (1952-1953)                              | Bakú                                                    |                                                         |                                                         |
| Óblast de Ganyá (1952-1953)                             | Ganyá                                                   |                                                         |                                                         |

### Óblasts autónomos
| Nombre                          | Capital  | Superficie | Población    |
| ------------------------------- | -------- | ---------- | ------------ |
| Óblast Autónomo de Alto Karabaj | Jankendi | 4388 km²   | 189 100 hab. |

## Economía

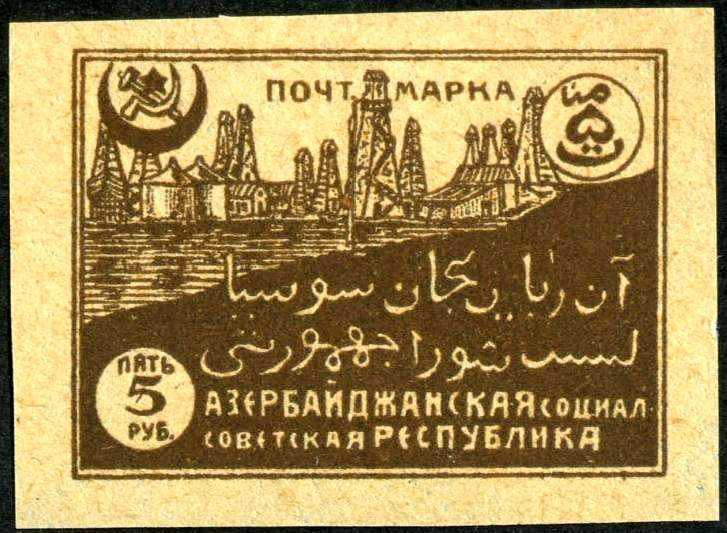
Sello azerbaiyano que muestra una planta petrolera

Por decreto del 12 de mayo de 1920, los bosques, las aguas y el subsuelo fueron declarados propiedad del Estado. Se declaran nulos todos los actos y acuerdos sobre derechos al subsuelo de particulares y empresas. El 27 de mayo de 1920 se nacionalizó la industria petrolera. La venta de petróleo y derivados ha sido declarada estatal.
De junio a noviembre de 1920, los bancos, las plantas, las fábricas, la flota mercante del Caspio y todas las industrias fueron declaradas propiedad estatal. Por decreto del 10 de septiembre de 1920, se nacionalizó el comercio exterior. Se formó el Comisariado del Pueblo para el Comercio Exterior. El derecho a realizar operaciones de comercio exterior se otorga exclusivamente al Comisariado del Pueblo de Comercio Exterior.
El 17 de mayo de 1921, un decreto anunció la transición a la NEP. Se liquidó la apropiación excedentaria, se introdujo el impuesto a los alimentos.  Alrededor de 60 empresas de la industria ligera y alimentaria fueron arrendadas a empresarios. Las empresas cambiaron a contabilidad económica.
El 5 de octubre de 1922, se abrió un nuevo puerto marítimo cerca del asentamiento de Liman. Se estableció la Bolsa de Comercio de Bakú. En mayo de 1926, como resultado del curso hacia la industrialización, se adoptó el programa de industrialización de Azerbaiyán. Tras el fin del segundo plan quinquenal, la RSS de Azerbaiyán era la tercera república más rica de la URSS.

### Industria

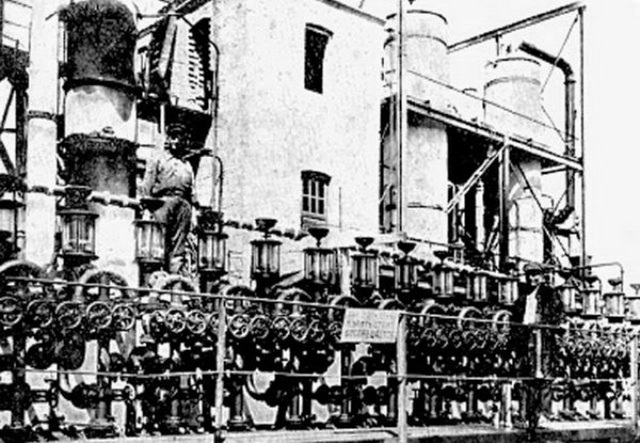
Fábrica de tubos en Bakú en 1920

La RSS de Azerbaiyán era una de las repúblicas más industrializadas de toda la URSS. Las industrias líderes de la república eran la petrolífera, la química y la eléctrica. Los minerales de hierro y de alunita eran explotados en la industria azerbaiyana siendo partes importantes de la economía.
La producción de acero, tubos de acero, aluminio y metales en la metalurgia estaba producida en masa en Sumgait y Ganyá. La ingeniería mecánica, la ingeniería química y la petroquímica estaban centradas en Bakú. La producción de fertilizantes, ácido sulfúrico y caucho sintético en Sumgayit eran la base de la industria química.

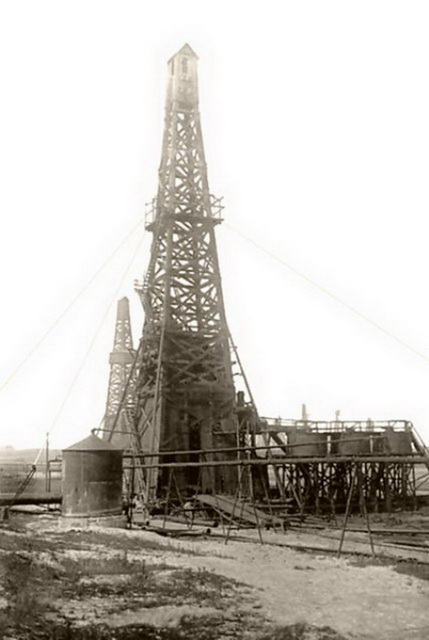
La primera plataforma de perforación soviética ubicada Bakú en 1924.

Entre 1927 y 1940, se abrieron varias docenas de centrales hidroeléctricas y térmicas. Hubo un aumento de la producción eléctrica de 100 000 000 (cien millones) a 1 800 000 000 (mil ochocientos millones) de kilovatios-hora.
La industria petrolera era la más importante de todas las industrias de Azerbaiyán. El 27 de mayo de 1920, se adoptó el Decreto n.º 18, por el cual las empresas productoras de petróleo, refinación de petróleo, comercialización de petróleo, perforación y transporte de petróleo fueron declaradas propiedad del Estado. El Comité de Petróleo de Azerbaiyán (AzNeft) fue creado para gestionar la industria petrolera. El comité dirigía la industria petrolera y la venta de petróleo.

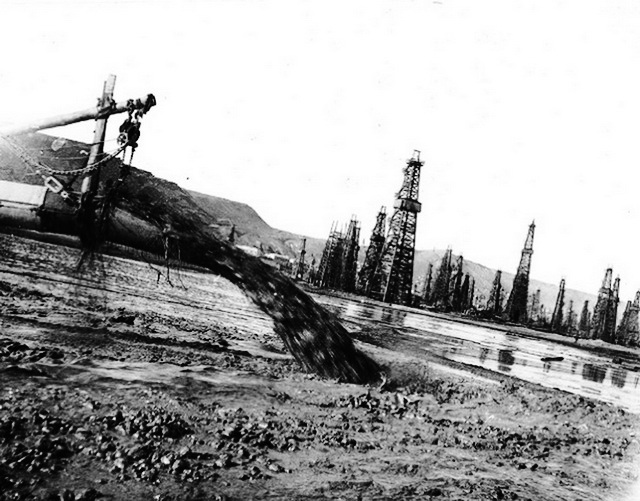
Yacimientos petrolíferos de Bakú en la bahía de Ilich.

En 1930, se puso en funcionamiento el oleoducto Bakú-Batumi con una longitud de 822 km. En 1948 se construyeron en alta mar los muelles petroleros Neftyanye Kamni. En 1949, la producción de petróleo del fondo del mar comenzó por primera vez en el mundo en Oil Rocks.
En 1955, se perforó un pozo con una profundidad de 5 km, que en ese momento era el pozo más profundo de la URSS. En 1976, se puso en funcionamiento la refinería de petróleo Novobakinski. En 1961, se puso en funcionamiento la planta de procesamiento de gas de Garadagh. La industria petrolera de Azerbaiyán era la más antigua de todas las industrias de su tipo en la Unión Soviética.

### Agricultura
El 5 de mayo de 1920, por el Decreto n.º 5, se abolió la propiedad privada de la tierra. Las tierras de terratenientes e instituciones religiosas fueron confiscadas y transferidas a los campesinos sobre la base de la tenencia igualitaria de la tierra. El 13 de junio de 1920, toda la maquinaria y los equipos agrícolas de propiedad privada, propiedad de las empresas, fueron nacionalizados y puestos a disposición del Comisariado del Pueblo de Agricultura. Los medios de producción nacionalizados fueron compensados en precios fijos.
La agricultura estaba planificada por el Estado. Los campesinos eran trabajadores de granjas colectivas y estatales. No eran grandes usuarios de la tierra. Los ciudadanos, incluidos los campesinos, tenían derecho solo a una parcela de tierra personal.
Toda la tierra cultivada pertenecía al estado. En consecuencia, la cosecha pertenecía al estado. La cosecha se entregó a las instituciones estatales para su recolección. Esto se refería no solo a la cosecha de granos, sino también a frutas, verduras y otros productos cultivados.
El 26 de agosto de 1920, se introdujo un monopolio estatal sobre el comercio de cereales en toda la URSS de Azerbaiyán. Se prohibió la venta de cereales por parte de los campesinos. El 22 de septiembre de 1920 se introdujo un avalúo de excedentes, según el cual, de acuerdo con los estándares de consumo, los campesinos se quedaban con parte de la cosecha y el resto se entregaba al estado a precios fijos.
Los condados fueron abastecidos con bienes productos de la industria fabril. Las granjas estatales fueron establecidas por Decreto n.º 240 del 13 de octubre de 1920. La gestión de las granjas estatales estuvo a cargo del departamento de granjas estatales del Comisariado del Pueblo de Agricultura. El 16 de octubre de 1920 se nacionalizó la industria del algodón.
La agricultura proporcionó más del 70% del valor de la producción agrícola bruta. El principal cultivo industrial es el algodón (la cosecha de algodón crudo fue de 784 000 toneladas en 1986), cuyos cultivos principales se ubicaron en las tierras bajas de Kura-Araks. En las estribaciones del Cáucaso Mayor y Menor, se cultivaban variedades de tabaco de alta calidad y en las tierras bajas de Lankaran se cultivaba té . 
El 31% de los cultivos fueron ocupados por cultivos de cereales. La República Socialista Soviética de Azerbaiyán es una de las bases de toda la Unión Soviética para el cultivo temprano de hortalizas (855 000 toneladas en 1986).